# Samuel Colt (actor)
Samuel Colt (Salem, Oregón, 6 de diciembre de 1973) es un actor porno estadounidense que aparece en películas y revistas pornográficas homosexuales. Es modelo exclusivo para Falcon Studios.

## Biografía
Nació y se crio en Salem, Oregón, y posteriormente se mudó a San Francisco. Participó en diversas competiciones de culturismo, ganando varios títulos, entre ellos "Mr. Powerhouse" y "Mr. San Francisco Leather" y quedando finalista en "Internacional Mr. Leather". Durante años había trabajado detrás de las cámaras en la industria para adultos, como webmaster para Hot House Entertainment. En 2009, debutó como actor en la película "Green Door" para Mustang Studios, una división de Falcon Studios. Luego firmó un contrato como modelo en exclusiva con el estudio.
Después de ganar el título de "Man of the Year", otorgado por la revista Unzipped, actuó principalmente como activo, a excepción de algunos casos en los que actuó como pasivo. En 2010 ganó un Premio Grabby por "Mejor Artista Revelación" y al año siguiente ganó dos como "Artista del Año" y "Escena de eyaculación más caliente" para la película "Crotch Rocket".

## Videografía
- Green Door (Falcon Studios / Mustang) (2009)
- Sounding #3 (Raging Stallion / FetishForce.com) (2009)
- Straight Edge 4 (Jet Set Men) (2009)
- Darkroom (Falcon Studios / Mustang) (2009)
- Adrenaline (Falcon Studios / Mustang) (2010)
- Rhodes' Rules (Falcon Studios / Mustang) (2010)
- Crotch Rocket (Falcon Studios / Mustang) (2010)
- Depths of Desire – Part 2 (Falcon Studios / Mustang) (2010)
- Fit for Service (Falcon Studios / Mustang) (2010)
- Worked Up (Falcon Studios / Mustang) (2011)
- Muscles in Leather (Colt) (2011)
- "He's Got a Big Package" (Raging Stallion / MonsterBang) (2011)
- "All Access" (Raging Stallion / Hard Friction) (2011)

## Premios
- Grabby Awards 2010 – Best Newcomer (junto a Austin Wilde)[1]
- Trendy Awards 2010 – Trendiest Fetish Star[2]
- TLA Gay Awards – Favorite Newcomer[3]
- Grabby Awards 2011 – Performer of the Year (junto a Brent Everett)[4]
- Grabby Awards 2011 – Hottest Cum Scene (con Arpad Miklos, Alessio Romero y Brenn Wyson)[5]